# بییاگارسیا د لا تره
بییاگارسیا د لا تره (به اسپانیایی: Villagarcía de la Torre) یک شهرستان در اسپانیا است که در استان باداخس واقع شده‌است.